# Eillo
Eillo, född 1980 död 1984, var ett engelskt fullblod, mest känd för att ha segrat i Breeders' Cup Sprint (1984). Namnet Eillo är Crown Stables ägare Ollie Cohens förnamn stavat omvänt.

## Bakgrund
Eillo var en fuxhingst efter Mr. Prospector och under Barbs Dancer (efter Northern Dancer). Han föddes upp av Ollie A. Cohen och ägdes av Crown Stable. Han tränades under tävlingskarriären av Budd Lepman.
Eillo tävlade mellan 1983 och 1984, och sprang totalt in 657 670 dollar på 17 starter, varav 12 segrar och 1 tredjeplats. Han tog karriärens största seger i Breeders' Cup Sprint (1984). Han segrade även i Hialeah Sprint Championship Handicap (1984), Chief Pennekeck Handicap (1984), Tallahassee Handicap (1984) och Kendall Stakes (1984).
Eillo drabbades av kolik och dog efter en operation vid fyra års ålder, bara fyra veckor efter segern i Breeders' Cup. Eillo Stakes på Monmouth Park Racetrack namngavs till hans minne.